# Conservatoire libanais national supérieur de musique
Le Conservatoire libanais national supérieur de musique a été fondée dans les années 1930 par Wadia Sabra, également connu pour être le compositeur de l'hymne national du Liban («Koullouna Lilouataan Lil Oula Lil Alam»). Sabra avait pour objectif d'établir un institut d'enseignement supérieur de musique. Le Conservatoire, qui est en 2017 dirigé par le compositeur et chef d'orchestre Walid Gholmieh a plus de 4 800 étudiants et 250 professeurs. Le Conservatoire, dont le siège est à Beyrouth, a des annexes à Tripoli, Jounieh, Dhour El Choueir, Zahlé, Aley et Sidon.
Depuis 1999, le Conservatoire comprend deux orchestres, l'Orchestre philharmonique du Liban l'Orchestre national de musique arabe-orientale. Ce dernier a été créé en juin 2000 et se compose de près de 50 musiciens,,.
Parmi les professeurs réputés du Conservatoire figure Badia Sabra Haddad ; de très nombreux chanteurs qui ont été ses élèves ont accompli ensuite de grandes carrières internationales. Elle est la fille du fondateur du Conservatoire Wadia Sabra.